# Gibba
För slanguttrycket, se ordet "gibba" på svenskspråkiga Wiktionary.
Gibba, pseudonym för  Francesco Maurizio Guido, född 18 december 1924 i Alassio i Ligurien, död 7 oktober 2018 i Albenga i Ligurien, var en italiensk animatör. Han gjorde på 1970- och 1980-talen ett antal erotiska tecknade filmer.

## Filmografi
- Scandalosa Gilda (1985) (endast en sekvens)
- Il Racconto della giungla (1974)
- Il Nano e la strega (1973) - släppt i USA som King Dick och Zi Zi Pan Pan